# تفنگ آرش

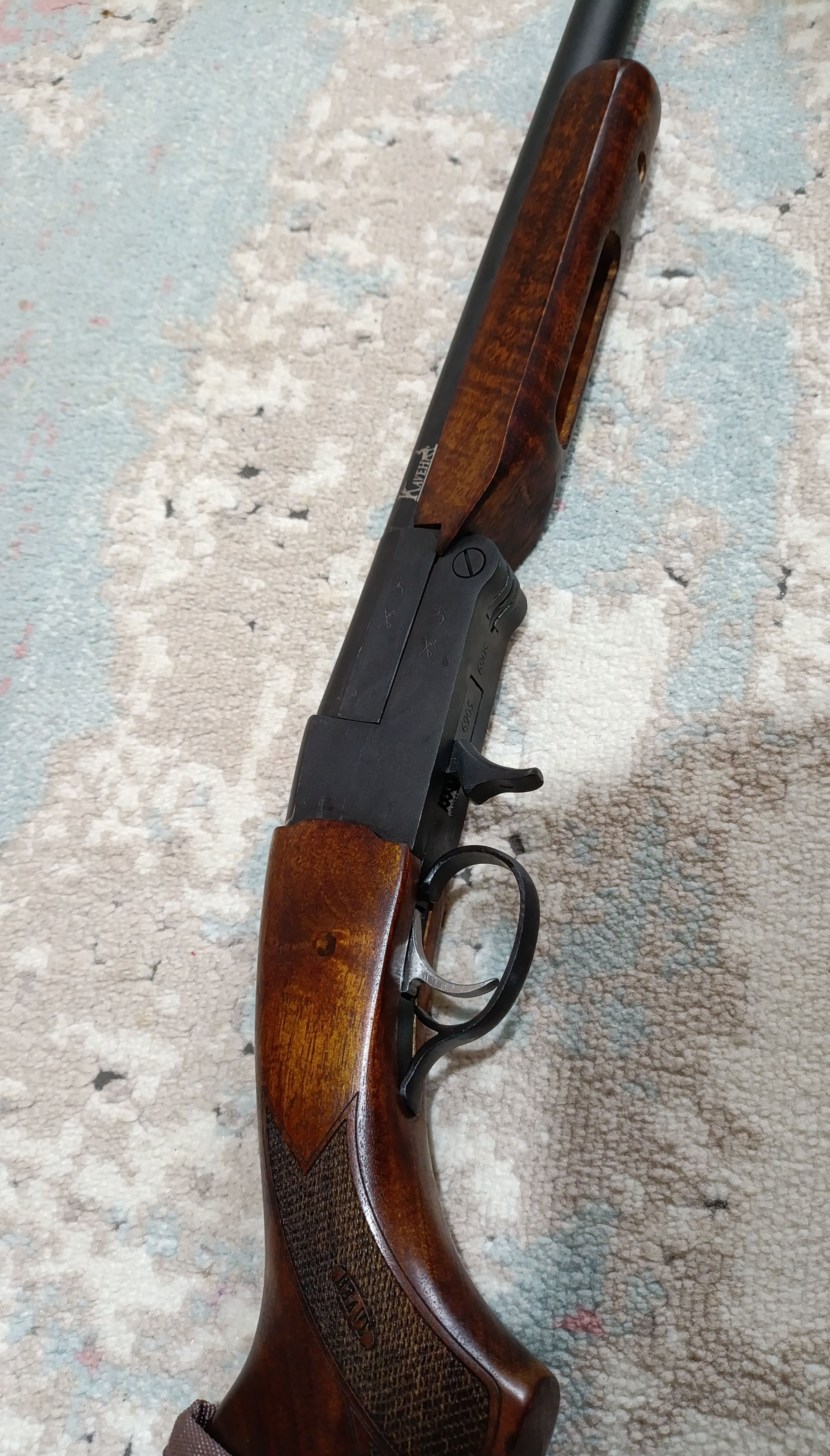
Arash single barrel Call 12

آرش یک تفنگ شکاری تک لول ساچمه‌زنی کمرشکن ساخت صنایع جنگ‌افزار ایران بوده جهت شکار می‌باشد. قنداق و پیش‌قنداق این تفنگ از جنس چوب گردو ساخته شده است.

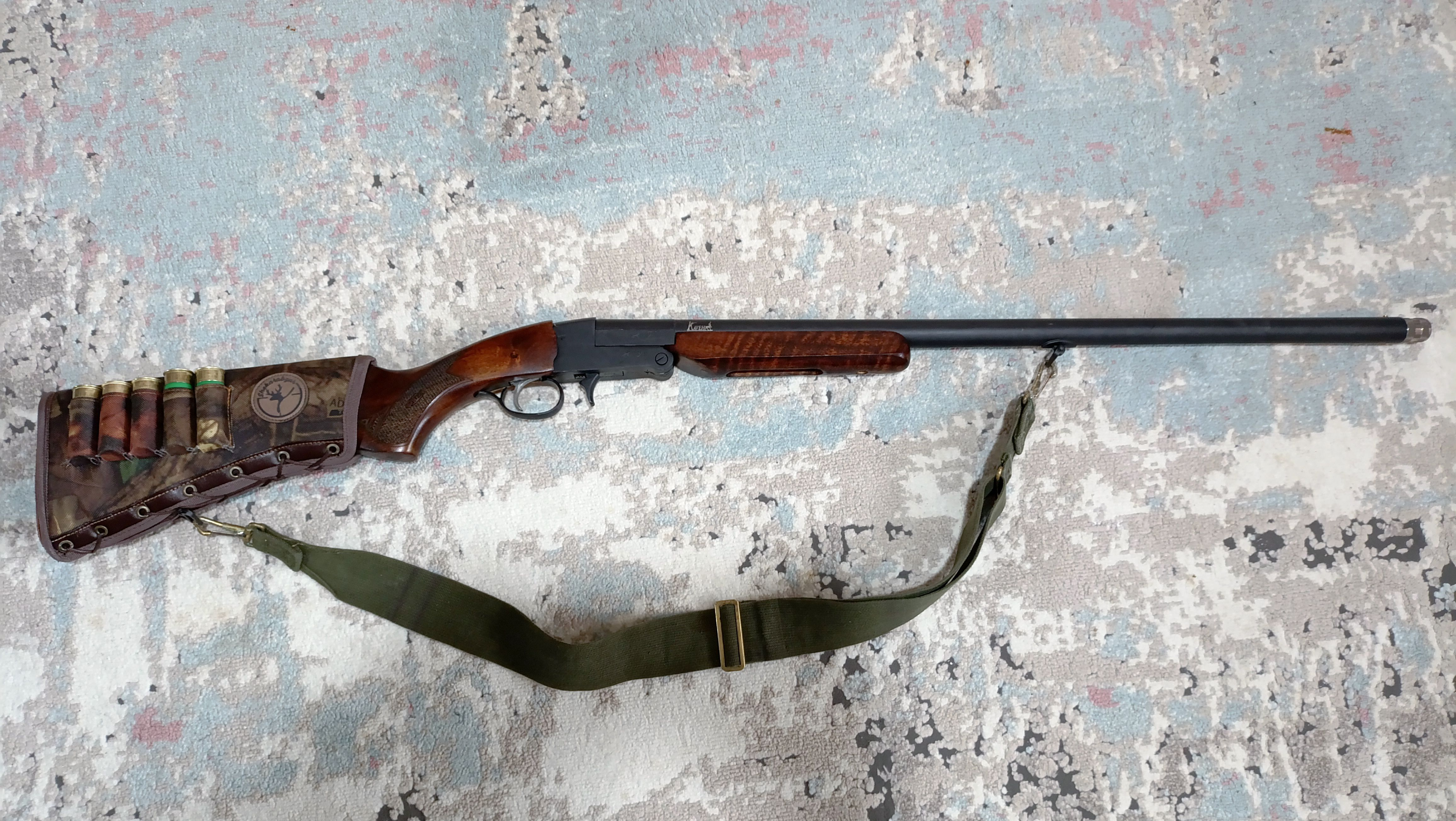
shotgun single Arash

تکنولوژی تولید لوله این تفنگ از بهترین نوع روش تولید (تکنولوژی آلمان) و بهترین نوع آلیاژ و مواد اولیه بوده و جهت بالابردن عمر لوله، سطح داخل آن کُرُم سخت شده است. این سلاح از لحاظ کیفی و آلیاژ قابل مقایسه با برندهای اروپایی می‌باشد. همچنین لوله این سلاح از نوع چوک خور رزوه داخل بوده و برای استفاده از فشنگ‌های چهارپاره و اسلاگ (تک گلوله) مناسب است.

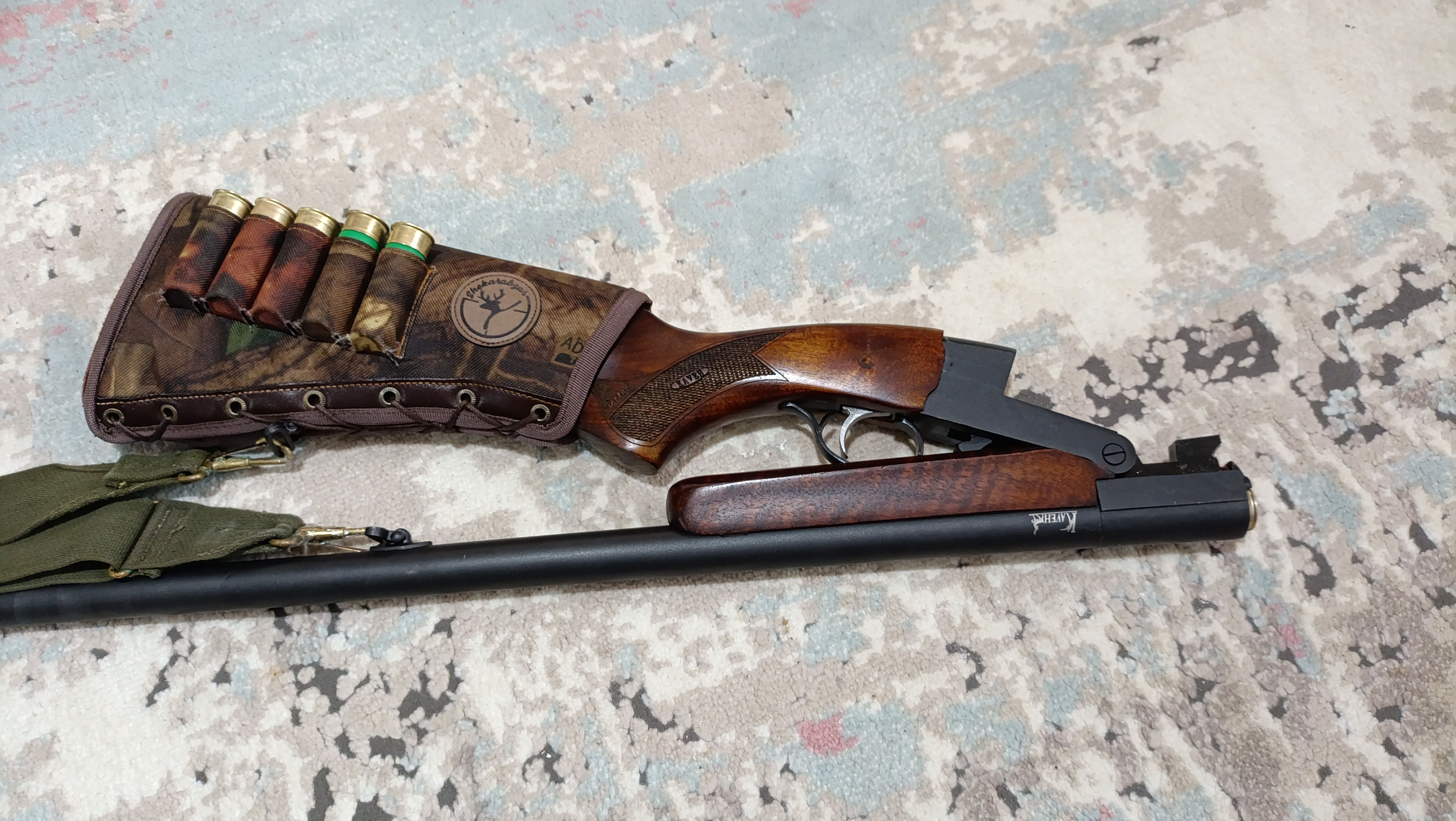
shotgun Arash maid Iran

تفنگ آرش شبیه به تک‌لول‌های کمرشکن برتا ساخت ایتالیا طراحی شده است و لول پس از شکستن کاملاً در زیر قنداق جمع می‌شود که از این جهت اسلحه ای جمع و جور و خوش دست محسوب می‌شود.

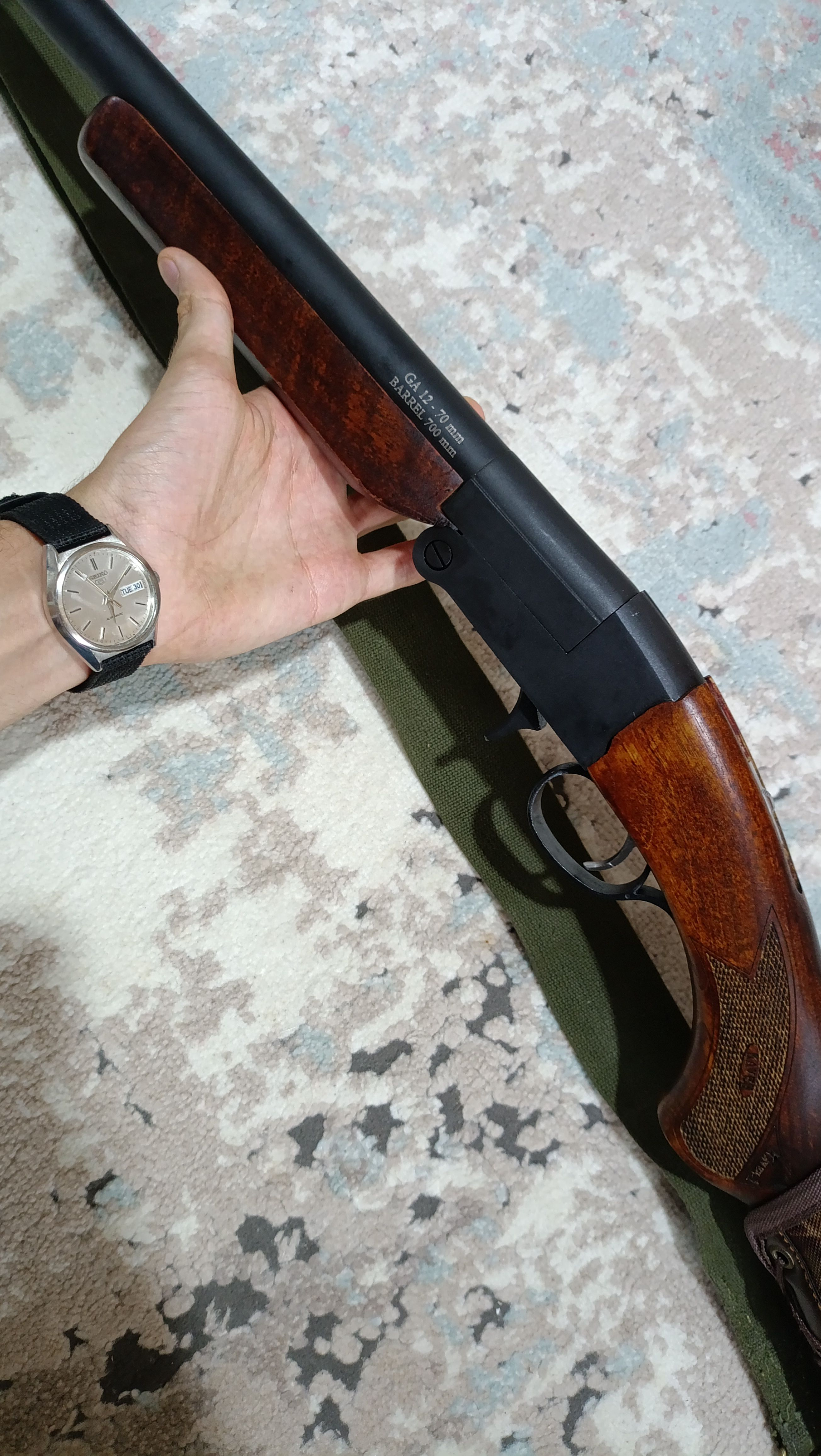
Arash single barrel shotgun

طول لوله آرش (۱۱) سانتیمتر از نخجیریک کوتاه‌تر است و اسلحه سبک‌تر از نخجیر یک طراحی شده است.
این اسلحه بسیار مورد پسند شکارچیان می‌باشد چراکه به علت وزن پایین می‌تواند برای پیمایش‌های طولانی گزینه بسیار مناسبی باشد.
همچنین برتری‌های چشم‌گیری نسبت به رقیب وطنی خود نخجیر یک داشته است.
از جمله معایب نخجیر می‌توان به وزن زیاد، پایین زدن، چوک خور نبودن، جمع زدن ساچمه و ناکارآمد بودن برای هوازنی، گیر کردن سوزن به چاشنی بعد از شلیک و در نتیجه عدم شکستن راحت اسلحه و احتمال آسیب به سوزن و بلااستفاده کردن پوکه، لقی پیش قنداق و دررفتن احتمالی آن.
تک لول آرش از نخجیر یک گران‌تر است و تولید محدود و خریدفروش کمتری نسبت به آن دارد زیرا افراد خاصی طرفدار و مشتری آن می‌شود.
مزایا :
وزن مناسب و تاشو بودن آن
قیمت مناسب نسبت به رقبا خارجی
آلیاژ با کیفیت لول
کٌرٌم کاری داخل لوله
سبک بودن
چوک خور بودن
قنداق از جنس چوب گردو
معایب :
عدم وجود سیستم پوکه پران
عدم تسمه یا پل روی لول

## مشخصات عمومی
- کالیبر: ۱۲
- طول سلاح: ۱۱۰۰ میلیمتر
- طول لوله: ۷۰۰ میلیمتر
- وزن: ۳ کیلوگرم